# 나스 다이스케
나스 다이스케(일본어: 那須 大亮, 1981년 10월 10일 ~ )는 일본의 전 축구 선수이다.

## 구단 경력

### 요코하마 F. 마리노스
2002 시즌을 앞두고 요코하마 F. 마리노스 입단을 통해 프로에 입문한 후 2007 시즌까지 6시즌동안 공식전 171경기 9골로 J1리그 2회 연속 우승(2003, 2004) 및 1회 준우승(2002), 3회 연속 J리그컵 4강 진출(2005, 2006, 2007), 2회 연속 AFC 챔피언스리그 엘리트 본선 진출(2004, 2005) 등에 기여하며 요코하마 F. 마리노스의 핵심 수비수로 맹활약했다.

### 도쿄 베르디
2007 시즌 후 도쿄 베르디로 이적하여 2008 시즌 공식전 39경기 1골을 기록했다.

### 주빌로 이와타
2008 시즌을 마친 뒤 주빌로 이와타에 둥지를 튼 이후 2011 시즌까지 3시즌동안 공식전 129경기 9골을 기록했고 특히 2010 시즌에서만 공식전 46경기 3골을 기록하며 주빌로 이와타의 12년만의 J리그컵 통산 2번째 우승의 주역이 되었으며 다음 시즌인 2011 시즌에서도 40경기 4골을 기록하며 팀의 스루가 뱅크 챔피언십 우승에도 공헌했다.

### 가시와 레이솔
2012 시즌을 앞두고 가시와 레이솔로 트레이드된 뒤 공식전 34경기 1골을 기록하며 1999 시즌 이후 13년만의 J리그컵 4강 진출과 창단 첫 천황배 우승 그리고 2012년 AFC 챔피언스리그 16강 진출 등에 이바지했다.

### 우라와 레즈
2012 시즌을 마치고 가시와 레이솔을 떠나 우라와 레즈로 이적한 뒤 2017 시즌까지 5시즌동안 공식전 154경기 18골을 기록하면서 J리그 디비전 1 2014와 J1리그 2016 준우승, J1리그 2015 3위, 2015 시즌 천황배 준우승, J리그컵 2016 우승, 2017 시즌 스루가 뱅크 챔피언십 우승, 2017년 AFC 챔피언스리그 우승에 기여했다.

### 비셀 고베
2017 시즌을 끝으로 우라와 레즈와 결별한 뒤 비셀 고베로 이적했지만 2019 시즌까지 2시즌동안 리그 9경기 출전에 그쳤고 특히 2019 시즌에는 단 1경기도 출전하지 못했다.

### 이와테 그루자 모리오카
그로부터 4년 후인 2023 시즌에 J3리그의 이와테 그루자 모리오카에 잠시 몸 담았다가 2023 시즌을 끝으로 21년간의 길었던 선수 생활에 마침표를 찍었다.

## 국가대표팀 경력
2001년 FIFA 세계 청소년 축구 선수권 대회 개막을 앞두고 부상당한 모니와 데루유키를 대신하여 일본 U-20 국가대표팀에 선발되었으나 경기에 출전하지는 못하였다. 2002년 아시안 게임에 참가할 일본 U-23 국가대표팀에 발탁되었으며, 은메달 획득에 기여했다. 2004년 하계 올림픽에서 일본 대표팀의 주장으로 출전했다.